# Ujjwala Raut
Ujjwala Raut (Mumbai, 11 giugno 1978) è una modella indiana.

## Biografia
Ha iniziato la sua carriera a diciassette anni, dopo aver vinto il concorso Femina Look of the Year, ed il titolo di Miss India ed aver chiuso nelle prime quindici il successivo Elite Model Look of the Year.

## Carriera
Ha sfilato per numerosi stilisti, fra cui Ungaro, Yves Saint-Laurent, Roberto Cavalli, Hugo Boss, Cynthia Rowley, Diane von Fürstenberg, Dolce & Gabbana, Betsey Johnson, Gucci, Valentino, Oscar de la Renta, Emilio Pucci, Victoria's Secret.
È apparsa poi in diverse pubblicità, tra cui quelle per i già citati Roberto Cavalli, Dolce & Gabbana, Victoria's Secret, Yves Saint-Laurent, ma anche per Revlon ed H&M.
Nel 2002 e nel 2003 sfila al Victoria's Secret Fashion Show.
Nel 2004 ha sposato l'ex modello britannico Craig Maxwell Sterry, da cui ha avuto una figlia, e da cui ha divorziato burrascosamente nel 2009.

### Agenzie
- Place Model Management
- Brave Model Management- Milano
- City Models - Parigi
- View Management - Spagna
- IMG Models - Londra
- IMG Models - Milano